# Подмокринское сельское поселение
Подмокринское се́льское поселе́ние — муниципальное образование в Мценском районе Орловской области Российской Федерации.
Административный центр — посёлок Нововолковский.

## История
Статус и границы сельского поселения установлены Законом Орловской области от 25 октября 2004 года № 434-ОЗ «О статусе, границах и административных центрах муниципальных образований на территории Мценского района Орловской области»

## Население
| 2010  | 2012  | 2013  | 2014  | 2015  | 2016  | 2017  |
| ----- | ----- | ----- | ----- | ----- | ----- | ----- |
| 1541  | ↘1491 | ↘1454 | ↘1412 | ↘1357 | ↘1314 | ↘1287 |
| 2018  | 2019  | 2020  | 2021  | 2023  |       |       |
| ↘1266 | ↘1252 | ↘1233 | ↗1487 | ↘1444 |       |       |

## Состав сельского поселения
| №  | Населённый пункт | Тип населённого пункта          | Население |
| -- | ---------------- | ------------------------------- | --------- |
| 1  | Большое Думчино  | деревня                         | 35        |
| 2  | Волково          | деревня                         | ↘600      |
| 3  | Воля             | посёлок                         | 54        |
| 4  | Головлёво        | деревня                         | 74        |
| 5  | Зелёная Роща     | посёлок                         | 54        |
| 6  | Ильково          | деревня                         | 35        |
| 7  | Малое Думчино    | деревня                         | ↘164      |
| 8  | Нововолковский   | посёлок, административный центр | ↘459      |
| 9  | Подмокрое        | деревня                         | 44        |
| 10 | Свобода          | посёлок                         | 11        |
| 11 | Шейно            | деревня                         | 11        |